# Emil Egger
Emil Josef Egger (* 18. August 1912 in St. Gallen; † 22. Februar 2006 ebenda) war ein Schweizer Unternehmer.

## Leben

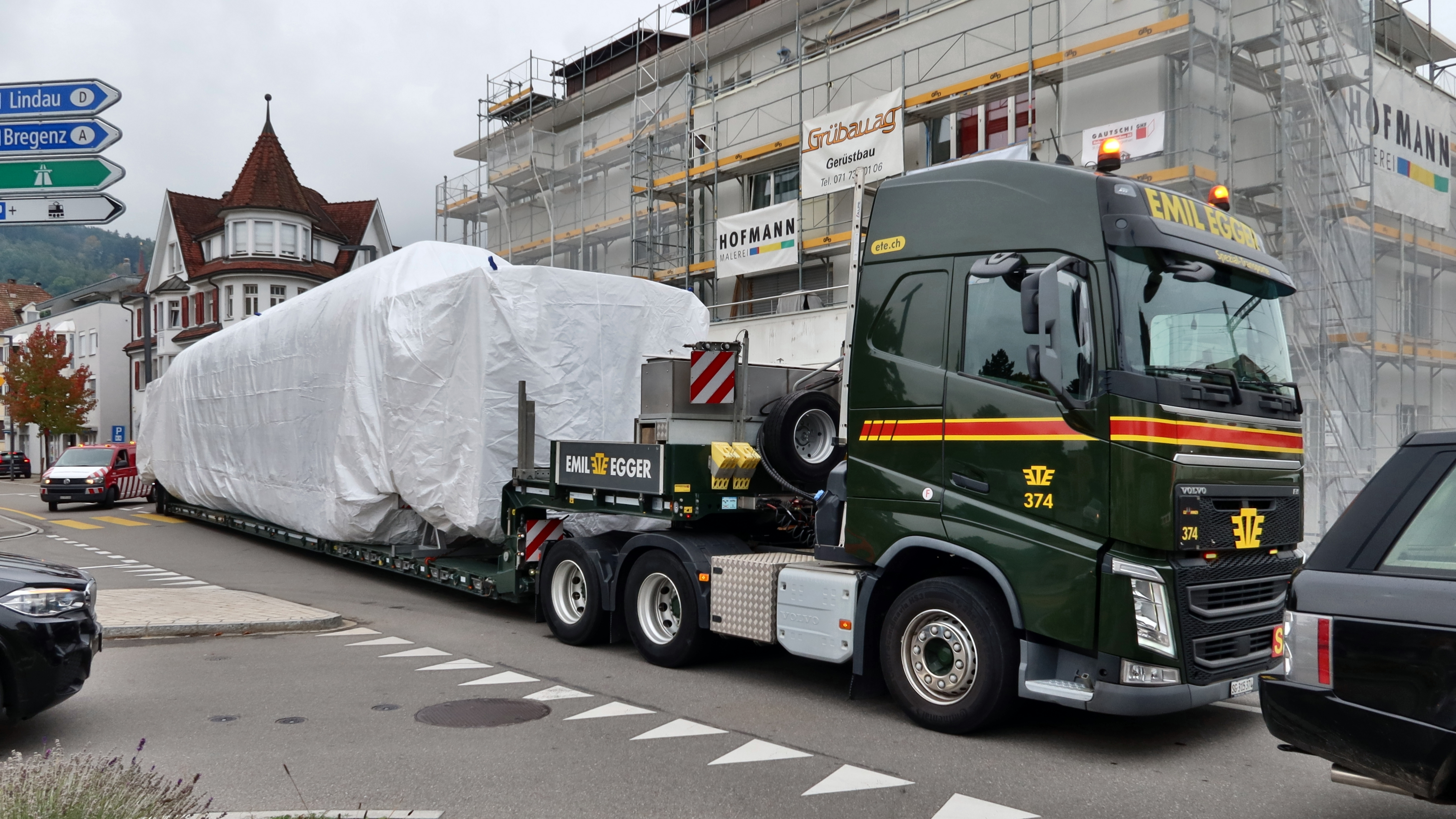
Schwertransport der Emil Egger AG

Emil Josef Egger war der Sohn von Johann Gallus Egger, welcher Landwirt auf dem Kirchligut nahe dem Wildpark Peter und Paul in St. Gallen war. Emil Egger besuchte die Primarschule in Rotmonten und anschliessend die Sekundarschule Flade im Zentrum von St. Gallen. Früh arbeitete er auf dem elterlichen Bauernhof, später nach dem Umzug der Eltern in ihrem Holz- und Kohlenhandel mit. Zusammen mit seinem Bruder Hans Gallus gründete er 1931 das Transportunternehmen Gebr. Egger im Quartier St. Gallen-Heiligkreuz. Deswegen wurde ein erster Kipplastwagen angeschafft. Sein Bruder schied 1942 aus diesem Unternehmen aus, sodass Emil Egger Alleinbesitzer wurde. Bruder Hans eröffnete 1949 in St. Gallen die Firma Pneuhaus Egger & Co. Emil Egger war ein Pionier des Stückgut-Transports in der Schweiz. Das Geschäft wurde 1956 um Industrieumzüge und Kranarbeiten ausgeweitet. Das Unternehmen wurde 1965 umbenannt in Emil Egger AG. Es blieb ein Familienbetrieb mit Emil Egger Senior als Hauptaktionär. Sein jüngerer Sohn Heini trat 1966 in die Firma ein und übernahm später die Führung. Die nachfolgende dritte Generation mit den beiden Söhnen Michael und Markus von Heini sowie Sohn Martin von Emil Anton Egger traten als Enkel von Emil Egger Senior anschliessend verantwortliche Stellen im Unternehmen an.
Egger eröffnete in St. Margrethen die eigene Verzollungsagentur Halag. Um besser gesamtschweizerisch tätig zu werden, wurden Zweigbetriebe in Härkingen und Crissier eingerichtet. Schon 1996 erbrachte das Unternehmen mit 100 Fahrzeugen seine Dienstleistungen.
Emil Egger war verheiratet mit Idamarie, geborene Ledergerber, und hatte fünf Kinder.

## Weitere Tätigkeiten
- 1944 Mitgründer des Schweizerischen Ferntransportverbandes
- 1951 Aufbau der Transport-Union
- Beteiligung an der Lagerhaus AG, Muttenz
- 1954 bis 1980 Präsident der Ortsgemeinde Rotmonten in St. Gallen.[1]